# Clan Toki
Il clan Toki (土岐氏?, Toki-shi) fu un clan giapponese della provincia di Mino.

## Storia
Il clan Toki dichiarava di discendere da Minamoto no Yorimitsu e dallo Seiwa Genji.
Come governatori della provincia di Mino durante il periodo Muromachi avevano nell'odierna città di Toki la base del clan.
I Toki fondarono molti templi buddisti, inclusi quelli di Shōhō-ji e Sōfuku-ji nella città di Gifu.
Minamoto no Mitsunobu, discendente di Yorimitsu, si stabilì a Toki e prese quel nome. Toki Yorisada, il cui nonno materno fu Hōjō Sadatoki, shikken dello shogunato Kamakura, combatté contro Ashikaga Takauji.
Dal periodo Muromachi a quello Sengoku, il clan Toki governò la provincia di Mino. Toki Yasuyuki fu shugo delle province di Mino, Owari e Ise. Quando lo shōgun Ashikaga Yoshimitsu cercò di sottrargli la provincia di Owari, Yasuyuki rifiutò e combatté con esso per due anni (1389–1391).
Toki Shigeyori si schierò con il clan Yamana durante la guerra Ōnin e, nel 1487, invase il sud della provincia di Ōmi. Il ramo principale del clan Toki perse i loro possedimenti nel 1542 durante la guerra civile che decimò la provincia di Mino. Toki Yorinari fu sconfitto da Saitō Dōsan.
Toki Sadamasa (1551–1597) si distinse combattendo tra le file di Tokugawa Ieyasu. Nel 1590 gli fu assegnato il dominio di Sōma (10,000 koku) nella provincia di Shimōsa. Toki Sadayoshi (1579–1618), figlio di Sadamasa, fu spostato nel 1617 nel dominio di Takatsuki (30,000 koku) nella provincia di Settsu. Nel 1619 i suoi discendenti furono trasferiti a Sōma; nel 1627 nel dominio di Kaminoyama nella provincia di Dewa; nel 1712 nel dominio di Tanaka nella provincia di Suruga e alla fine, dal 1742 al 1868, nel dominio di Numata (35,000 koku) a Kōzuke.

### Rami cadetti
Molti clan dichiaravano di discendere dal clan Toki tra i quali Asano, Akechi, Seyasu, Ibi, Hidase, Osu, Tawara, Toyama, Fumizuki e Funaki.

## Select list
I primi sei capi del clan vissero a Kyoto e Settsu prima di ricevere la provincia di Mino. I successivi sette capi vissero a Toki. Con Toki Yorisada i successivi capi clan furono anche shugo della provincia di Mino

### Capi prima del trasferimento a Mino
1. Imperatore Seiwa (清和天皇) - 56º imperatore del Giappone
2. Teijun Shinoh (貞純親王）
3. Tsunemoto Oh (経基王）- nipote dell'imperatore Seiwa sconfisse Taira Masakado
4. Tada Minamoto Mitsunaka (多田源満仲) - Fondatore della città di Settsu
5. Minamoto no Yorimitsu (Raiko) (源頼光）
6. Minamoto no Yurikuni (源頼国)

### Primi governatori di Mino
1. Minamoto no Kunifusa (源国房)
2. Minamoto no Mitsukuni (源光国)
3. Minamoto no Mitsunobu (源光信)
4. Minamoto no Mitsuki (源光基)
5. Toki Mitsuhira (土岐光衡)
6. Toki Mitsuyuki (土岐光行)
7. Toki Mitsusada (土岐光定)

### Shugodella provincia di Mino
1. Toki Yorisada (土岐頼貞) (1271–1339)
2. Toki Yoritō (土岐頼遠) (morto 29 dicembre 1342)
3. Toki Yoriyasu (土岐頼康) (1318–3 febbraio 1388)
4. Toki Yasuyuki (土岐康行) (morto 8 novembre 1404)
5. Toki Yoritada (土岐頼忠) (morto 1397)
6. Toki Yorimasu (土岐頼益) (1351–1414)
7. Toki Mochimasu (土岐持益) (1406–1474)
8. Toki Shigeyori (土岐成頼) (1442–1497)
9. Toki Masafusa (土岐政房) (1457–12 settembre 1519)
10. Toki Yoritake (土岐頼武) (1488–1536)
11. Toki Yorinari (土岐頼芸) (1502–28 dicembre 1582)
12. Toki Yorizumi (土岐頼純) (1524–28 dicembre 1547)
13. Toki Yorinari (fu shugo due volte)